# Fonds monétaire arabe
 (mai 2025).
La mise en forme du texte ne suit pas les recommandations de Wikipédia : il faut le « wikifier ».
Les points d'amélioration suivants sont les cas les plus fréquents :
- Les titres sont pré-formatés par le logiciel. Ils ne sont ni en capitales, ni en gras.
- Le texte ne doit pas être écrit en capitales (les noms de famille non plus), ni en gras, ni en italique, ni en « petit »…
- Le gras n'est utilisé que pour surligner le titre de l'article dans l'introduction, une seule fois.
- L'italique est rarement utilisé : mots en langue étrangère, titres d'œuvres, noms de bateaux, etc.
- Les citations ne sont pas en italique mais en corps de texte normal. Elles sont entourées par des guillemets français : « et ».
- Les listes à puces sont à éviter, des paragraphes rédigés étant largement préférés. Les tableaux sont à réserver à la présentation de données structurées (résultats, etc.).
- Les appels de note de bas de page (petits chiffres en exposant, introduits par l'outil «  Source ») sont à placer entre la fin de phrase et le point final[comme ça].
- Les liens internes (vers d'autres articles de Wikipédia) sont à choisir avec parcimonie. Créez des liens vers des articles approfondissant le sujet. Les termes génériques sans rapport avec le sujet sont à éviter, ainsi que les répétitions de liens vers un même terme.
- Les liens externes sont à placer uniquement dans une section « Liens externes », à la fin de l'article. Ces liens sont à choisir avec parcimonie suivant les règles définies. Si un lien sert de source à l'article, son insertion dans le texte est à faire par les notes de bas de page.
- La présentation des références doit suivre les conventions bibliographiques. Il est recommandé d'utiliser les modèles {{Ouvrage}}, {{Chapitre}}, {{Article}}, {{Lien web}} et/ou {{Bibliographie}}. Le mode d'édition visuel peut mettre en forme automatiquement les références.
- Insérer une infobox (cadre d'informations à droite) n'est pas obligatoire pour parachever la mise en page.

Pour une aide détaillée, merci de consulter Aide:Wikification.
Si vous pensez que ces points ont été résolus, vous pouvez retirer ce bandeau et améliorer la mise en forme d'un autre article.
 Le Fonds monétaire arabe (FMA) est une organisation régionale arabe, une sous-organisation opérationnelle de la Ligue arabe. Elle a été fondée en 1976 et est opérationnelle depuis 1977.

## Histoire

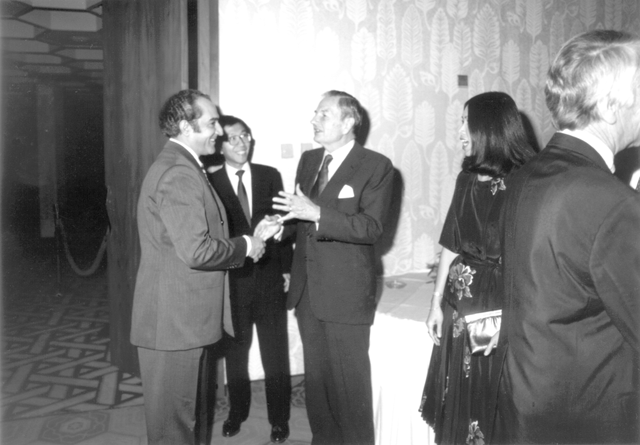
1980 : Lors de sa visite à Abou Dabi, David Rockefeller (à droite) serre la main de Jawad Hashim (à gauche), alors président du Fonds monétaire arabe, pour discuter du détachement de Nemir Kirdar de Chase-Manhattan vers le Fonds monétaire arabe, avec l'intention de se lancer dans une étude détaillée pour la création d'une entité d'investissement de dimension internationale.

Le premier président et directeur du Fonds monétaire arabe, de 1977 à 1982, est le Dr. Jawad Hashim. En 1982, le Fonds monétaire arabe fonde et supervise le lancement d'Investcorp. Nemir Kirdar est transféré de Chase, où il conseillait le FMA, à Abou Dabi pour développer le nouveau fonds. Omar Aggad est le premier à investir dans ce fonds.
Toujours en 1982, le FMA inaugure le bâtiment du Fonds monétaire arabe à Abou Dabi.
En 1992, le FMA publie son Rapport économique arabe annuel, dans lequel l'institution révèle que les pays arabes ont perdu un total de 620 milliards de dollars pendant l'invasion du Koweït. 84 milliards étaient des paiements directs de l'Arabie saoudite, du Koweït et des émirats du Golfe aux États-Unis, au Royaume-Uni et à la France, concernant des dépenses militaires.
En juin 2010, le FMA accorde un prêt de 76 millions de dollars à la Jordanie pour entreprendre des réformes financières clés. En décembre 2010, le FMA accorde un prêt de 200 millions de dollars au Yémen pour soutenir des programmes de restructuration économique. À cette date, 800 millions de dollars avaient été accordés au Yémen. En septembre 2012, le FMA accorde un prêt de 127 millions de dollars au Maroc pour aider le pays à faire face à la hausse des prix des denrées alimentaires.
En mars 2014, Abdulrahman bin Abdullah al Hamidy, ancien directeur de la banque centrale d'Arabie saoudite, est nommé directeur général et président du conseil d'administration du Fonds monétaire arabe.
En avril 2015, le Groupe de la Banque mondiale et le Fonds monétaire arabe signent un partenariat pour une coopération renforcée dans la région MOAN.
En mai 2016, le Fonds monétaire arabe appelle les banques centrales à accroître leurs engagements envers la finance islamique, les pressant d’utiliser des outils conformes à la charia pour gérer leurs obligations financières à court terme.
En mai 2017, le Fonds monétaire arabe prête 332 millions de dollars au gouvernement égyptien pour compenser le déclin du tourisme dans le pays. En avril 2018, le FMA annonce son intention de créer sa propre entité régionale indépendante pour la compensation et le règlement des paiements intra-arabes.
En novembre 2023, S.E. Dr. Fahad M. Alturki, ancien vice-président du Centre d'études et de recherche pétrolières du roi Abdallah (KAPSARC), est nommé directeur général et président du conseil d'administration du Fonds monétaire arabe.
Les principaux objectifs du Fonds monétaire arabe sont de corriger et d'équilibrer les paiements de ses États membres, de supprimer les restrictions de paiement entre les membres, d'améliorer la coopération monétaire arabe, d'encourager le développement des marchés financiers arabes (ouvrant la voie à une monnaie arabe unique) et de faciliter et de promouvoir le commerce entre les États membres.
Les statuts définissent les objectifs du Fonds comme suit :
- Corriger les déséquilibres de la balance des paiements des États membres ;
- Promouvoir la stabilité des taux de change entre les monnaies arabes, les rendre mutuellement convertibles et éliminer les restrictions sur les paiements courants entre les États membres ;
- Établir des politiques et des modes de coopération monétaire pour accélérer le développement économique arabe dans les États membres ;
- Fournir des conseils sur l’investissement des ressources financières des États membres sur les marchés étrangers, chaque fois que cela est demandé ;
- Promouvoir le développement des marchés financiers arabes ;
- Promouvoir l’utilisation du dinar arabe comme unité de compte et ouvrir la voie à la création d’une monnaie arabe unique ;
- Coordonner les positions des États membres face aux problèmes monétaires et économiques internationaux ;
- Fournir un mécanisme de règlement des paiements courants entre les États membres afin de promouvoir les échanges commerciaux entre eux[13].

## Structure de l'organisation
Les principaux organes du FMA sont le Conseil des gouverneurs, le Conseil d’administration et le Directeur général. Le Conseil des gouverneurs (Assemblée générale) est la plus haute autorité chargée de formuler les politiques d’intégration économique arabe et de libéralisation du commerce entre les États membres résidents. Au sein du Conseil des gouverneurs, chaque État membre est représenté par un gouverneur et un vice-gouverneur nommés pour un mandat de cinq ans. Le Conseil d’administration est composé de huit administrateurs non-résidents élus par le Conseil des gouverneurs pour un mandat renouvelable de trois ans, présidé par le Directeur général. Le directeur général est également nommé au conseil d'administration, mais son mandat est limité à cinq ans.
L'organisation répartit son travail à travers différents bureaux (IA[Quoi ?]), départements, comités et divisions. Le directeur général supervise un comité dédié aux prêts et un autre dédié aux investissements afin de pouvoir faire des recommandations sur les politiques de prêts et d'investissement au Conseil d'administration. En outre, cette personne est chargée de réaliser et de soumettre un rapport annuel au Conseil des gouverneurs.

## Localisation et membres

Les membres du Fonds monétaire arabe.

Le siège du Fonds monétaire arabe se trouve dans la ville d'Abou Dabi, la capitale des Émirats arabes unis.
En 2023, 22 pays sont membres de l'organisation :
- Algérie
- Bahreïn
- Comores
- Djibouti
- Égypte
- Émirats arabes unis
- Irak
- Jordanie
- Koweït
- Liban
- Libye
- Maroc
- Mauritanie
- Oman
- Palestine
- Qatar
- Arabie saoudite
- Somalie
- Soudan
- Syrie
- Tunisie
- Yémen